# 1038

## Decese
- 18 iulie: Gunhilda a Danemarcei, prima soție a împăratului Henric al III-lea al Sfântului Imperiu Roman (n.c. 1020)
- 15 august: Ștefan I, rege al Ungariei (n. 969)